# اسوتلانا بایتووا
اسوتلانا بایتووا (بلاروسی: Святлана Мікалаеўна Баітава؛ زادهٔ ۳ سپتامبر ۱۹۷۲) ژیمناست هنری بلاروس‌تبار اهل شوروی بود.
وی در مسابقات کشوری و بین‌المللی در مجموع برندهٔ ۲ مدال طلا، ۱ مدال نقره شده‌است.